# Три в ряд
Три в ряд (англ. match-three или англ. tile-matching) — жанр компьютерных игр. Игры этого жанра характеризуются тем, что их игровой мир состоит из таблицы или сетки элементов, а задачей игрока является манипулирование элементами таким образом, чтобы совпали заданные игрой шаблонные комбинации, и после выполнения условия собранные элементы исчезают. Характерным представителем этого жанра является выпущенная в 2001 году игра Bejeweled, основанная на игре 1994 года «Шарики», а сама история появления элементов жанра прослеживается до «Тетриса» и Chain Shot!, изданных в 1985 году.
Начиная с середины 2000-х годов представители жанра «три в ряд» чаще всего относятся к казуальным играм, которые распространяются через цифровую дистрибуцию.

## Особенности
В сравнении с играми других жанров, для представителей «три в ряд» характерно следующее:
- Демография: больше ориентированы на женщин и аудиторию старше 35 лет.
- Дистрибуция: в основном загружаются пользователями, и при этом игры требуют небольшой объём памяти.
- Аппаратное обеспечение: игры могут работать на недорогих и старых компьютерах; например, в 2007 году выходили игры, которые могли работать на операционной системе 1998 года Windows 98.
- Экономическая модель: игры в основном загружаются по условно-бесплатной модели; например, игрок может полноценно играть в течение 60 минут, но далее для получения контента ему придётся заплатить.

## История

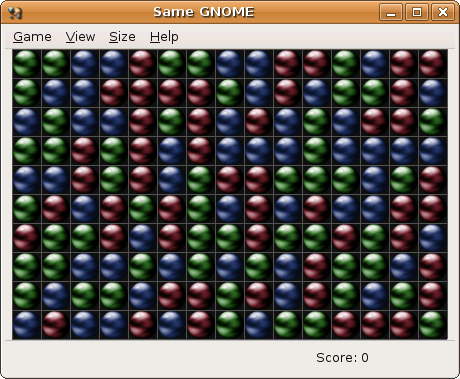
Реализация Chain Shot! в пакете GNOME под названием Same GNOME

Геймдизайнер Джеспер Джул исследовал появление и эволюцию игр жанра «три в ряд» в течение двух десятилетий, и опубликовал первые результаты в 2007 году. Им не было найдено игр и игровых механик жанра ранее 1985 года, а первыми прото-играми «три в ряд» стали «Тетрис» и Chain Shot!, выпущенные в этом году. «Тетрис» не удовлетворял всем критериям «три в ряд», но содержал ряд ключевых механик, а его успех породил большое количество подражаний, тем самым простимулировав направление в игровой индустрии. Chain Shot! вышла как некоммерческая игра, и она тоже оказала влияние и совместно с «Тетрисом» определила тенденции развития жанра в последующие 20 лет.
Обе игры ставят перед игроком задачу манипуляции элементами с целью выполнения условий некоторых шаблонных комбинаций. Другими словами, игрок должен распознавать и создавать комбинации, и здесь относительно проектирования игры выделяются следующие игровые механики:
- Время: «Тетрис» создаёт на игрока давление, ограничивая время на размышление; в Chain Shot! ограничений на обдумывание нет.
- Манипуляция: «Тетрис» позволяет изменять фигуру во время падения, а Chain Shot! работает так, как будто элементы уже упали, и после падения ими можно манипулировать.
- Критерий комбинации: «Тетрис» ставит задачу заполнения линии; Chain Shot! основывается на сходстве самих элементов.
- Обязательность комбинации: «Тетрис» даёт возможность игроку ставить фигуры, которые не выполняют критерий пропадания линии; Chain Shot! позволяет игроку делать только такие ходы, которые приводят к появлению нужной комбинации.

Механика бесконечного времени на обдумывание неоднозначна. Например, по словам разработчиков Bejeweled, они решили убрать таймер и позволить игроку неограниченно думать. Когда они показали свою работу издателям, то многие встревожились из-за того, что, по их мнению, такая игра будет простой и не будет требовать от игроков никаких навыков. Исторически такое решение также неоднозначно и не прослеживается. Так, в Chain Shot! время было не ограничено, а в игре 1998 года Collapse использовались те же игровые механики, что и в Chain Shot!, но разработчики добавили туда таймер. Также, можно рассмотреть Bejeweled как смесь игры 1995 года Panel de Pon и Collapse, но с введением бесконечного времени на размышления. Этот концепт и его выбор оказываются для геймдизайнера важными в том смысле, что обычно игры должны бросать вызов игроку, но для казуальных игр эта механика изменяется для того, чтобы игра не была сложной и не наказывала за ошибки слишком сильно.
Эволюция способов манипулирования объектами игрового мира принесла ряд игровых механик, отличающихся от первых прото-игр жанра. Одним из самых существенных шагов стала механика обмена (когда два элемента меняются местами), появившаяся в Panel de Pon. Ещё одним видным изобретением стала механика выстрела, появившаяся в игре 1989 года Plotting, но ставшая более популярной с появлением в 2004 году игры Zuma, а далее Luxor и Tumblebugs. Исторически разные игры жанра использовали различные подходы. Так, в Dr. Mario игроки контролировали падающие элементы, в то время как в Yoshi's Cookie игровой процесс следовал принципам Chain Shot!.
Несмотря на то, что «Тетрис» был чрезвычайно популярен, механика падения и критерий заполнения строки не стал массово копироваться в последующих играх. Внимание переключилось на статические паттерны, основанные на схожих признаках элементов. Это объясняется тем, что в последнем случае игрок больше концентрируется не на падении или физическом движении, а на поиске требуемых комбинаций. В то же время, некоторые игры включали в себя обе механики. Например, в игре 2005 года High Seas одновременно падают новые фигуры, и игрок может перемещать линии элементов. При этом восприятие этой игры оказалось неоднозначным: игроки, знакомые с играми жанра «три в ряд» концентрировались на поиске комбинаций и считали игру продолжением Bejeweled; другие больше обращали внимание на падающие элементы и считали вариацией «Тетриса».
Необходимость совпадения требуемой комбинации для возможности хода оказалось неоднозначным и скорее определялось целью разработки. Если позволяются все ходы, то это создавало игровой процесс с большей интенсивностью. Если такие ходы запрещаются, то игра становится более стратегической.

## Проектирование игр жанра
Во время проектирования игр жанра «три в ряд» обращают внимание на следующие особенности:
- Короткие игровые сессии: для большинства казуальных игр характерны короткие игровые сессии, и при этом в них можно как быстро начинать играть, так и без осложнений прерывать игру для того, чтобы потом в неё вернуться; эти же особенности распространяются для игр жанра «три в ряд»; это не означает, что игроки не могут играть в них долго, но игровой процесс строится таким образом, чтобы позволять себя легко прерывать.
- Автоматическое сохранение: как и казуальные, игры жанра «три в ряд» сами сохраняют состояние игрового мира даже если игрок сам закрывает приложение; это позволяет легко как покинуть игру, так и вернуться в неё; помимо этого, данная особенность позволяет игрокам играть в различной обстановке (например, на рабочем месте).
- Управление с помощью мыши: сложность и контекст игры жанра «три в ряд» таковы, что она может полностью контролироваться и управляться манипулятором «мышь»; в то же время, в такие игры обычно оказывается сложнее играть с помощью клавиатуры.
- Очень простые правила: геймдизайнер Стив Мерецки[англ.] описывает это так, что все правила игры жанра «три в ряд» должны записываться тремя предложениями.
- Умеренная степень инновации: так как научиться играть должно быть очень легко, то зачастую они близки к известным казуальным играм или являются клонами других игр, в которых обновлена графика; если инновации присутствуют, то они происходят небольшими шагами; данная особенность диктуется целевой аудиторией, когда игроки, уже знакомые с казуальными играми жанра «три в ряд» ищут что-то похожее, и при этом не хотят осваивать слишком сложные новые элементы.
- Несколько уровней успешной игры: если игрок проходит игру или выполняет локальную задачу более сложным способом, то это вознаграждается; например, если игрок делает комбо или за раз сопоставляет большее количество элементов, чем требуется.
- Множество наград: как правило, казуальные игры дают возможность игроку достичь успеха в самом начале, и игры жанра «три в ряд» следуют этой особенности.
- Небольшие наказания игроков: в сравнении с играми других жанров, казуальные, как и игры жанра «три в ряд», стараются избегать наказывать игроков если они допускают ошибки.

Джим Стерн (англ. Jim Stern), объясняя умеренные инновации во время проектирования и развития своей игры жанра «три в ряд» Jewel Quest, отмечает, что в игру могут добавляться простые концепты, такие как несколько совпадений для удаления элемента, ограничение игрового поля и изменение игровой доски, изменение цели для прохождения уровня. Помимо этого, такие простые концепты могут комбинироваться и разбиваться на множество уровней, позволяя добавить историю в игру и поддерживать разнообразие графикой.